# Conferencia de las Naciones Unidas sobre el Cambio Climático de 2016
La Conferencia de las Naciones Unidas sobre el Cambio Climático de 2016 fue una reunión internacional de líderes políticos y activistas para discutir cuestiones ambientales. Se celebró en Marrakech, Marruecos, del 7 al 18 de noviembre de 2016. La conferencia incorporó la vigésima segunda Conferencia de las Partes (COP22), la duodécima reunión de las partes del Protocolo de Kyoto (CMP12) y la primera reunión de las partes del Acuerdo de París (CMA1). El propósito de la conferencia fue discutir e implementar planes para combatir el cambio climático y "[demostrar] al mundo que la implementación del Acuerdo de París está en marcha". Los participantes trabajaron juntos para encontrar soluciones globales al cambio climático.
La conferencia estuvo presidida por Salaheddine Mezouar, el ministro marroquí de Asuntos Exteriores y Cooperación. Se esperaba la asistencia de aproximadamente 20.000 participantes. El 2 de mayo de 2016, la empresa de eventos GL Events firmó el contrato de servicio. La Organización de las Naciones Unidas para la Agricultura y la Alimentación también brindó su apoyo a la preparación de la COP 22.

## Asistentes

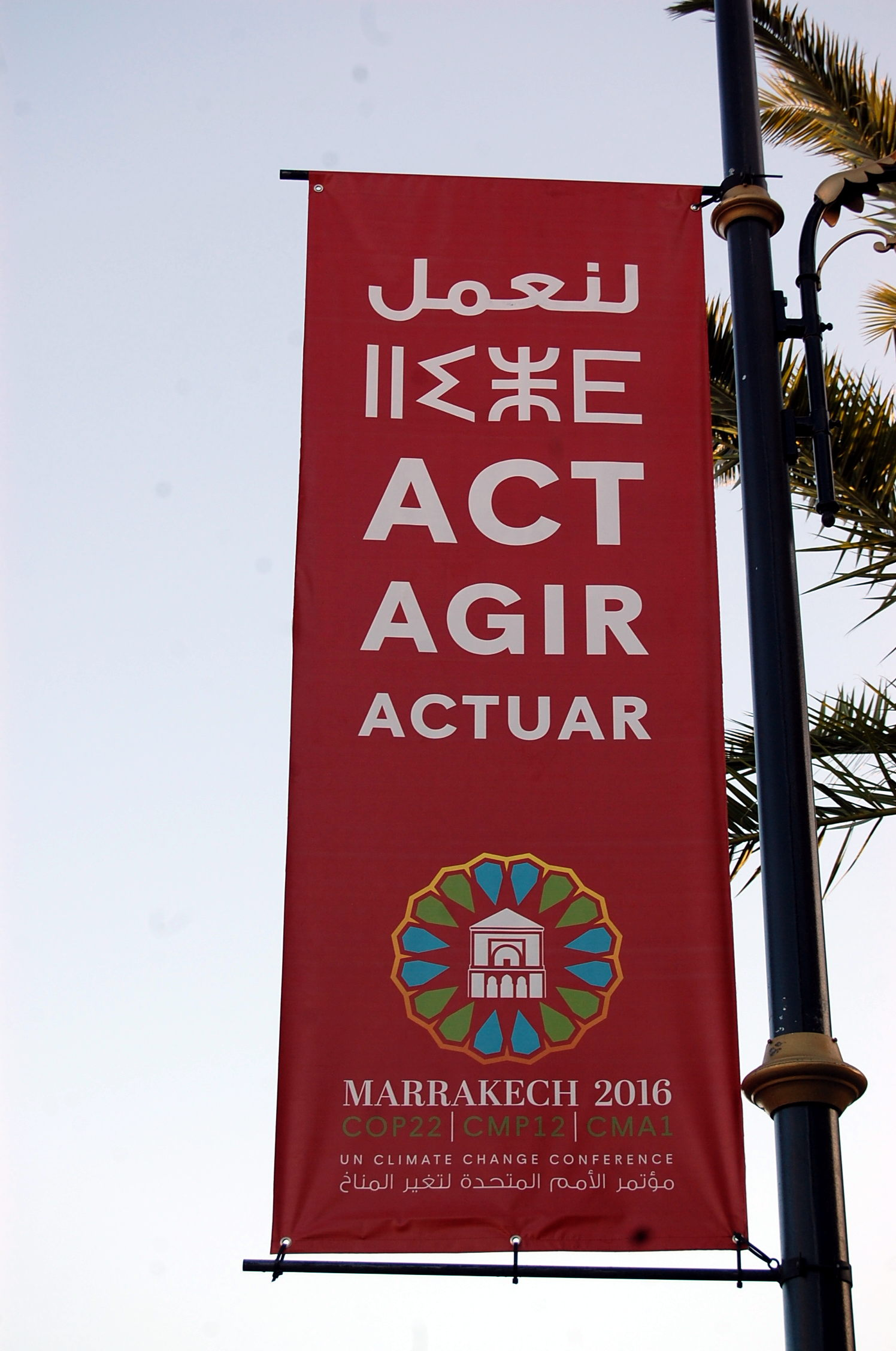
Banner de la Conferencia de las Naciones Unidas sobre el Cambio Climático de 2016 colgado en las calles de Marrakech.

Los asistentes a la convención se pudieron clasificar en una de tres categorías: Partes, observadores o miembros de la prensa o los medios de comunicación.

### Partes
Hay tres grupos distintos en los que se puede colocar una nación si se les considera como una "Parte". Estos son el anexo I, el anexo II y el no anexo I. La organización de las Partes decide el nivel de participación de cada país. Esta además determina si el país debe brindar ayuda financiera a otros, la frecuencia con la que deben enviar informes y el rigor de las regulaciones de su país. 
El título del Anexo I se refiere a los países industrializados que participan en la Organización de Cooperación y Desarrollo Económico  (OCDE) desde 1992 o países en transición económica (EIT). 
El anexo II se refiere a países de la OCDE pero que no se hallan en EIT. Estas Partes están obligadas a ayudar financieramente a los países menos avanzados. También se espera que tomen medidas adicionales para la transición a tecnologías amigables con el clima a fin de reducir las emisiones de gases de efecto invernadero. 
Los países no incluidos en el Anexo están en desarrollo y son particularmente vulnerables al cambio climático debido a la ubicación geográfica, situaciones económicas u otros problemas institucionalizados en el país. Otro título que reciben estas Partes es el de "países menos desarrollados". Esto indica que la nación tiene una capacidad limitada para responder a los problemas del cambio climático. Esta etiqueta indica a otras partes el nivel adicional de apoyo necesario.

### Observadores
Las organizaciones observadoras incluyen el Sistema de las Naciones Unidas y sus organismos especializados, organizaciones intergubernamentales (OIG) y organizaciones no gubernamentales (ONG). Las organizaciones observadoras debieron postularse y ser aceptadas por la COP para enviar representantes a cualquier reunión o presentación relacionada con la CMNUCC. Las ONG pueden ser empresas, sindicatos, institutos de investigación o académicos, poblaciones nativas, grupos afiliados a equidad de género, grupos de jóvenes, activistas ambientales, granjeros y agricultores.  Alrededor de 2.000 ONG y 100 OIG fueron admitidas en la conferencia de 2016. Los observadores pueden enviar comentarios y observaciones, en nombre de toda su organización, relacionadas con temas o mandatos dentro de la conferencia.

## Objetivos y actividades de la COP22

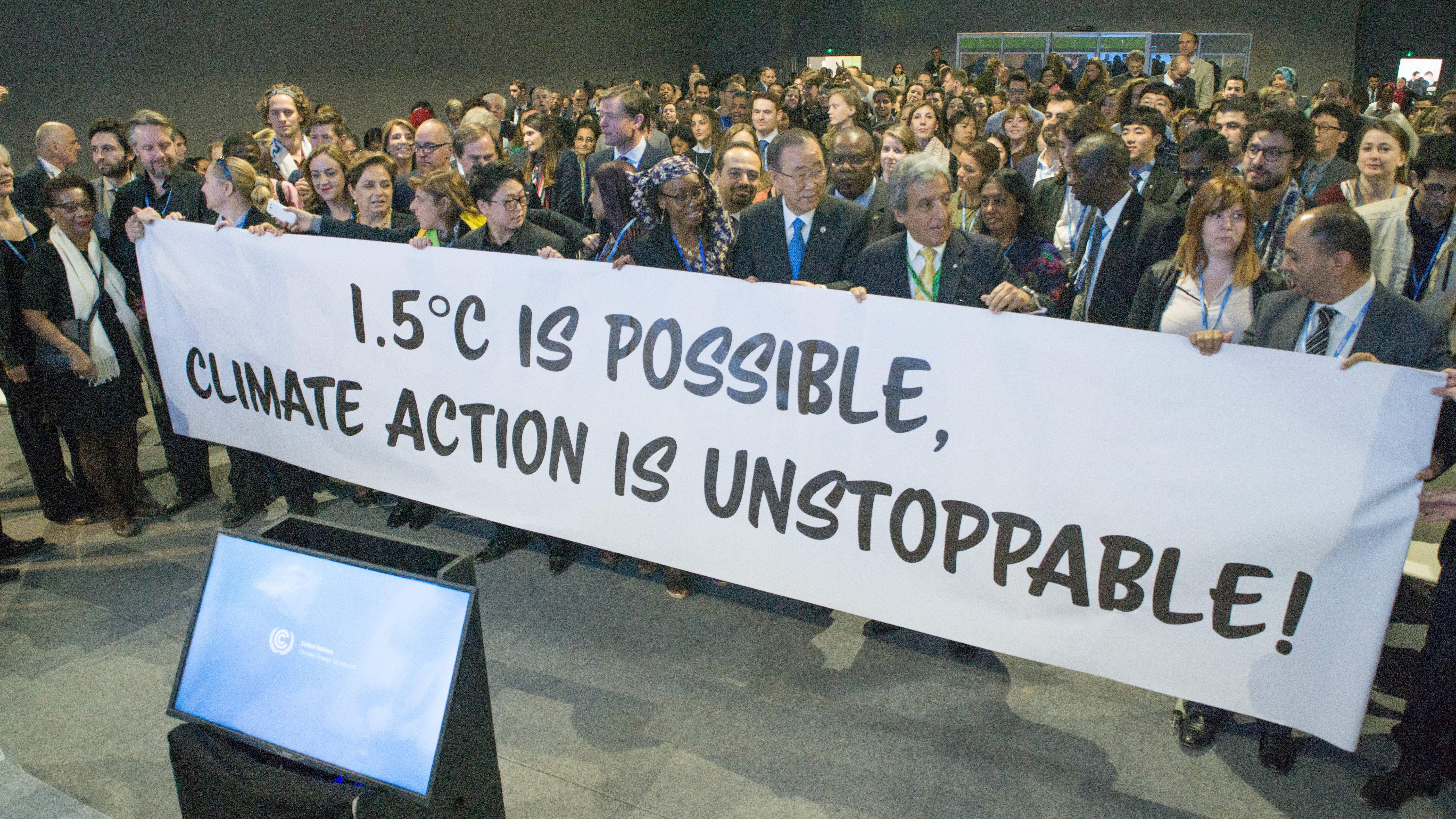
La sociedad civil se despide del Secretario General de la ONU, Ban Ki-moon.

Cada COP está destinada a decidir de forma cooperativa cómo abordar el cambio climático y reducir las emisiones de gases de efecto invernadero. Sin embargo, cada año se elige y se enfoca en un tema diferente. Los temas principales de la vigésimo segunda sesión fueron la gestión del agua y la descarbonización del suministro de energía. La COP22 tuvo lugar los días 14 y 15 de noviembre durante la CMNUCC en Marrakech.  Las formas en que se aplicará el Acuerdo de París, así como la agenda de negociaciones, estaban en la agenda de la COP22. Nik Gowing, conocido como periodista británico, presidió el evento.

### Dimensión africana a la COP22
Al margen de la COP22, el 16 de noviembre de 2016 se celebró en Marrakech una cumbre en la que participaron "unos 30 jefes de estado africanos". Esta cumbre se centró principalmente en las negociaciones climáticas, con el telón de fondo de que África es la parte del mundo más amenazada por el calentamiento global. En una nota más local, la ciudad de Marrakech también aprovechó la oportunidad para crearse una imagen más verde; por ejemplo, proporcionando 300 bicicletas para uso público como parte de un programa municipal de bicicletas compartidas.

### Presentación deSuRe: el estándar para infraestructura sostenible y resiliente
El 14 de noviembre, la  Swiss Global Infrastructure Basel Foundation (GIB) presentó el recientemente lanzado SuRe –el «Estándar para infraestructura sostenible y resiliente»– en la Cumbre Climática para Líderes Locales y Regionales. GIB participó en un diálogo sobre "el financiamiento de la transición sostenible de territorios" para contribuir a la definición de la "Hoja de ruta para la acción de Marrakech".

### 14 de noviembre

#### Foro de Gestión y Conservación del Agua
En este foro se abordaron temas detallados relacionados con el transporte de agua, la infraestructura en el contexto del almacenamiento de agua, la distribución sustentable, la innovación para la conservación y la aceleración de los esfuerzos para nuevas tecnologías. Hubo cuatro moderadores del evento: Raymond van Ermen, miembro belga de la Asociación Europea del Agua; Masagos Zulkifli, Ministro de Medio Ambiente y Recursos Hídricos de Singapur; Edgar Gutiérrez Espeleta, Ministro de Ambiente y Energía de Costa Rica y Presidente de UNEA; Susan Mboya, presidenta de la Fundación Coca-Cola África.

#### Panel de presentación sobre descarbonización de suministros energéticos
Este panel abordó cuestiones sobre la utilización de recursos renovables, cómo se pueden utilizar las políticas para promover los mercados de energía renovable y cómo se puede mejorar la infraestructura para adaptarse a estos cambios. Los moderadores incluyeron a Nik Gowing, periodista británico; SE Fatima Al Foora de los Emiratos Árabes Unidos; Lord Gregory Baker del Reino Unido; Andreas Regnell de Suecia y Jan Rabe de Siemens AG.

#### Foro Acelerando la Movilidad Urbana
La movilidad, especialmente el transporte público, fue el tema principal de este foro. Los miembros discutieron las posibilidades de opciones de transporte público sostenibles que fueran atractivas para el usuario. El objetivo principal era innovar las formas en que el transporte público podría convertirse en cero emisiones. Los moderadores incluyeron a Nik Gowing, Reino Unido; Andreas Klugescheid de los Estados Unidos; Lan Marie Nguyen Berg de Noruega; Glen R. Murray de Canadá y Matt Rodriquez de los Estados Unidos.

#### Financiamiento del panel de discursos de clausura de la acción climática
Este panel discutió la promoción de nuevos productos ecológicos en relación con las finanzas, al tiempo que se incorporaron las consideraciones climáticas en todos los sistemas económicos. Los miembros del panel incluyen a Eric Usher de Canadá; Jochen Flasbarth y Christian Grossman de Alemania, Frederic Samama de Francia; Mustapha Bakkoury de Marruecos y Monica Scatasta de Luxemburgo.

### 15 de noviembre

#### Panel principal de innovación para la disminución de emisiones de carbono en regiones emergentes
Las Partes discutieron cómo la tecnología de bajas emisiones puede integrarse dentro de la infraestructura existente, cómo los legisladores pueden implementar la tecnología de manera segura y cómo la CMNUCC puede ayudar a las empresas locales en la transición a energías verdes. Los moderadores incluyeron a Janos Pasztor de Hungría; SE Nestor Batio Bassiere de Burkina Faso; Diego Pavia y Mafalda Duarte de Estados Unidos y Elham Ibrahim de Egipto.

#### Negocios sostenibles como motor de cambio
Este foro desarrolló ideas sobre cómo crear modelos comerciales que dejasen una huella de carbono mínima en el planeta. Los moderadores incluyeron a Philippe Joubert, de Nigeria; Peter Wheeler del Reino Unido; Pertti Korhonen de Finlandia; Paul Simpson de Reino Unido, y April Crow de Estados Unidos.

#### Impactando la innovación: acelerando el crecimiento académico verde
Este foro discutió cómo las nuevas tecnologías e innovaciones deben mostrar atributos ecológicos y sostenibles. Además, se discutió sobre como se debe ayudar a crear empleos verdes y también poder incorporarse a los mercados ya existentes. Los moderadores incluyen Sue Reid de Indonesia; Paul Isaac Musasizi de Uganda; Eric Olson de Estados Unidos, y Yoshioka Tatsuya de Japón.

## Críticas y retrocesos

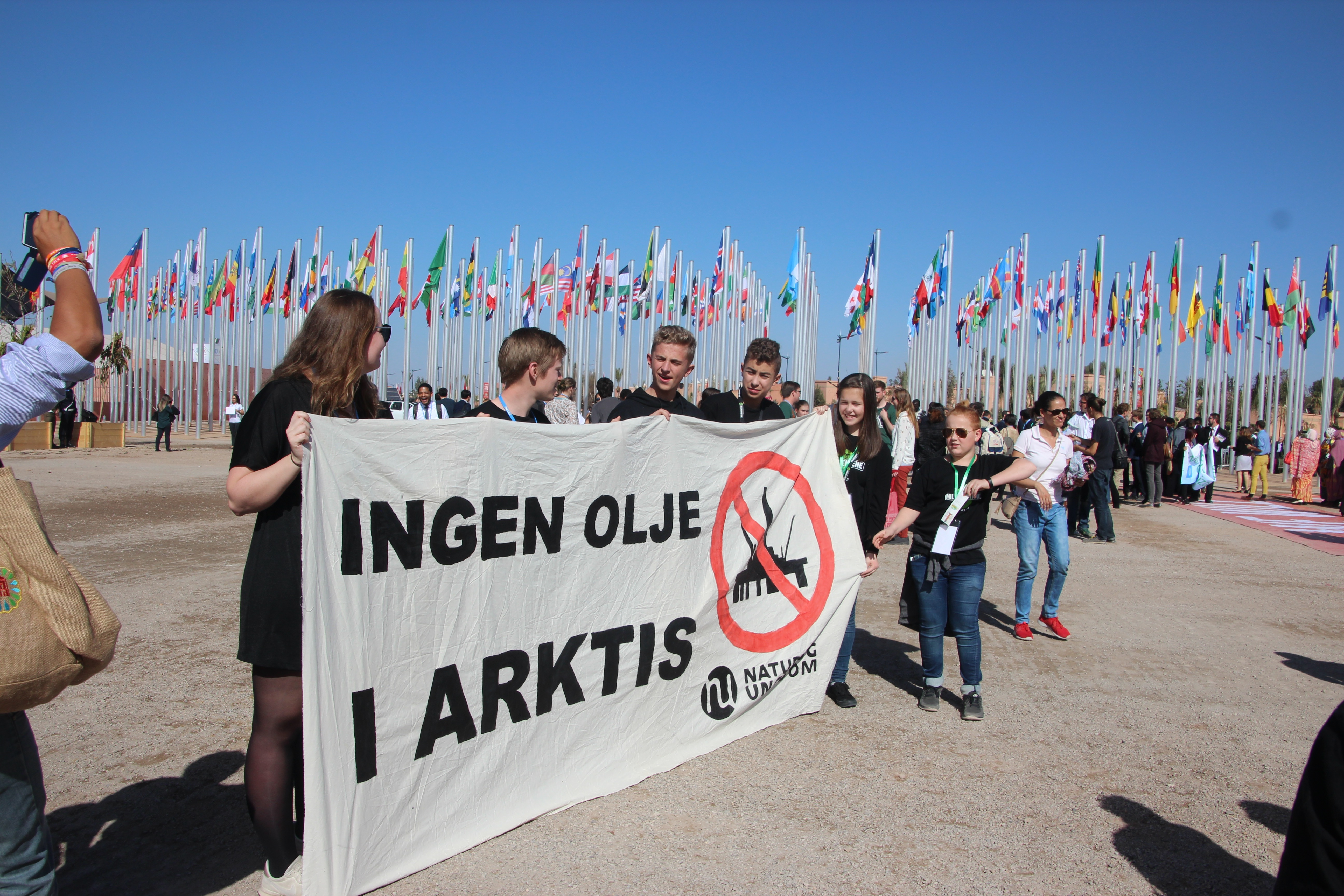
Greenpeace organizó una sesión de fotos "familiar" de la CMNUCC junto a las banderas en la entrada con una pancarta gigante que decía: Nos moveremos hacia adelante.

La inclusión de grupos de presión de combustibles fósiles con estatus de observadores, incluida la Asociación Mundial del Carbón, el Consejo Empresarial de Australia, Europa Empresarial y la Mesa Redonda Empresarial, recibió críticas. Los analistas sugirieron que la elección de Donald Trump en la carrera presidencial de Estados Unidos de 2016 impidió los esfuerzos en el congreso estadounidense debido a sus opiniones regresivas sobre el cambio climático. Hasta ese entonces se descnocía su postura sobre el cambio climático.
Otras críticas vinieron de activistas ambientales que argumentaron que la Conferencia fue "pesada en retórica y ligera en progreso real". La Conferencia de París del año anterior fue vista como una que sentó las bases para el progreso futuro, y se suponía que el evento posterior en Marrakech convertiría esas promesas en acciones. Otras críticas señalaron que los países menos desarrollados no han recibido suficiente dinero para ayudarlos a adaptarse a "los cambios que ya están ocurriendo debido al calentamiento global".